# Do-San Kim
Kim Do-san (morto em 1922) foi um cineasta coreano.
Dirigiu o primeiro filme daquele país, The Righteous Revenge, em 1919